# Humraaz
Humraaz (in hindī हमराज़) è un film indiano del 2002 diretto da Abbas-Mustan e con protagonisti Bobby Deol, Bobby Deol e Amisha Patel. Il film ha vinto numerosi Filmfare Awards, compreso quello per il miglior film e per il miglior regista. Inoltre è stato il quinto miglior incasso dell'anno in India.